# Йоганес Лендерт ван Зост
Йоганес Лендерт ван Зост (нід. Johannes Leendert van Soest, 1898–1983) — нідерландський інженер і ботанік, відомий своєю тараксакологічною роботою.

## Біографія
Ван Зост закінчив Технічний коледж у Делфті (нині Делфтський технічний університет) у 1925 році. У 1949 році він був призначений там професором. З 1948 по 1963 рр. — директор фізичної лабораторії. У 1964 році вийшов на пенсію.
У вільний час і після виходу на пенсію він працював над ботанічними темами, особливо родом Taraxacum (кульбаба). За досягнення в галузі ботанії він був нагороджений почесним доктором Університету Утрехта.
Він був офіцером Ордену Оранських-Насау.

## Наукова робота
Ван Зост був міжнародно визнаним авторитетом у роді Taraxacum. Він описав кілька сотень нових видів кульбаб. Співпрацював з Густавом Гаглундом, тому їх часто цитують як G. E. Haglund & Soest.